# قلوه‌سنگ

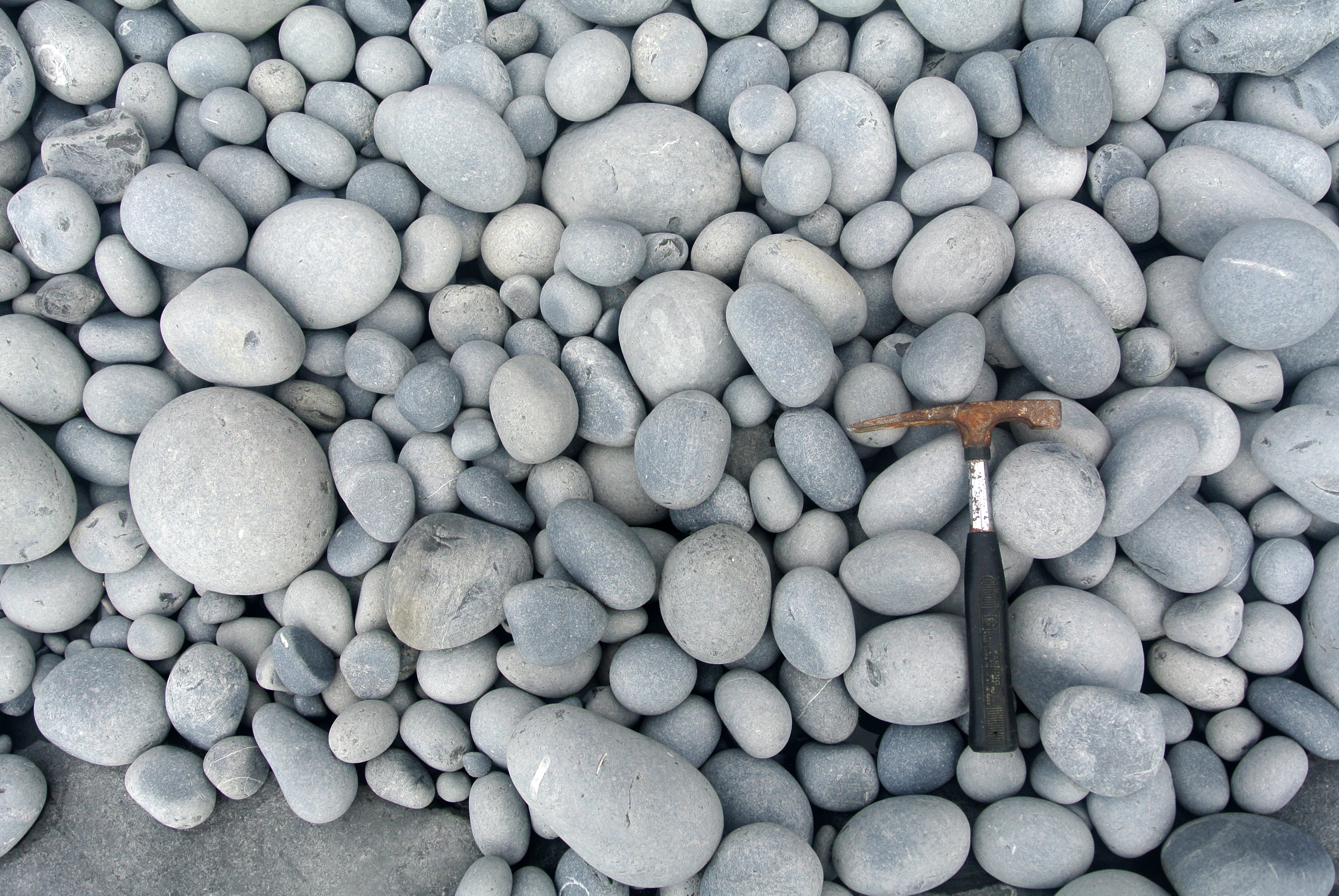
قلوه‌سنگ‌های ساحلی در ولز

قُلوه‌سَنگ به سنگ رسوبی دانه‌داری گفته می‌شود که اندازه دانه آن بین ۶۴ تا ۲۵۶ میلی‌متر بوده و از سنگ‌ریزه بزرگ‌تر و از تخته‌سنگ کوچک‌تر باشد. قلوه‌سنگ‌ها محصول فرسایش تخته‌سنگ‌ها هستند و معمولاً توسط رودخانه‌ها منتقل و رسوب می‌شوند.

قلوه‌سنگ‌ها عمدتاً بقایای سنگ‌هایی هستند که آب رودها با خود به پایین دره آورده و لبه‌های شکسته‌شان کم و بیش گرد شده است. رانش زمین، حرکت گل و لای یا سایر حرکات زمین نیز قلوه‌سنگ ایجاد می‌کند. در سواحل صخره‌ای نیز به دلیل کوبش دائمی امواج قلوه‌سنگ‌ها می‌توانند تشکیل شوند. قلوه‌سنگ‌ها معمولاً در مخلوطی با شن و ماسه ایجاد می‌شوند.

سنگی که به‌طور عمده از قلوه‌سنگ تشکیل شده است را جوش‌سنگ می‌نامند. سنگفرش نیز از مواد قلوه‌سنگی ساخته شده است.
قلوه‌سنگ‌های رودخانه‌ای بیشتر در بستر جویبارهای کوهستانی که شیب متوسطی دارند، یافت می‌شود. یخچال‌های طبیعی نیز از حاملان قلوه‌سنگ‌ها هستند.

قُلوه تلفظی فارسی از واژه کلیه است و به دلیل همانندی شکل این گونه سنگ‌ها به گردهٔ (کلیه) گوسفندی این نام را برای آن به‌کار برده‌اند. به سنگ‌های گردشده به شکل کلیه به‌طور کل قلوه گفته شده و اصطلاح قُلوه‌کَن شدن جامه نیز به معنی پاره شدن آن به اندازهٔ قلوه است.

## کاربرد ساختمانی
قلوه‌سنگ‌ها بیشتر از نوع سنگ‌های رودخانه‌ای هستند با رنگ‌های گوناگون طبیعی و اشکال گِرد و گوشه‌دار و شکسته که به دلیل ماندگاری بالا و سازشی که با شرایط مختلف جوی دارند به عنوان مصالح ساختمانی تزئینی و غیره استفاده می‌شوند.

قلوه‌سنگ مانع نفوذ رطوبت از خاک بستر کوبیده شده به سطوح بالاتر می‌شود و از سویی آب باران یا آب‌های سطحی را به سطح خاک عبور می‌دهد. کاربرد قلوه‌سنگ‌ها با طیف رنگی روشن و سفید باعث بازتاب نور خورشید و خنک‌تر شدن بستر محیط و همچنین کاهش تبخیر آب می‌شود از این رو توصیه می‌شود برای حفظ رطوبت خاک و کاهش دفعات آبیاری و همچنین نگهداری بهتر گیاهان پای درختان و محل آبیاری گیاهان از قلوه‌سنگ سفید استفاده شود. قلوه‌سنگ تزیینی یکی از موارد محبوب در زمینه طراحی داخلی و بیرونی منازل و محل کار است. قلوه‌سنگ نوعی سنگ طبیعی است که به دلیل رنگ‌ها و الگوهای زیبایی که دارد، برای تزیین و زیباسازی فضاها بسیار مناسب است. این سنگ در انواع مختلفی از رنگ‌ها و اندازه‌ها تولید می‌شود.

### قلوه‌سنگ رودخانه‌ای
قلوه‌سنگ از جمله مصالحی است که در زمینه محوطه سازی و تزئینات داخلی و خارجی به کار می‌رود. این نوع سنگ‌ها با ویژگی‌های خاص خود، جذابیت و زیبایی زیادی به محیط‌های مختلف می‌بخشند. این سنگ‌ها از سنگ‌های رودخانه‌ای استخراج می‌شوند و پس از پردازش و تهیه در انواع و ابعاد مختلف به بازار عرضه می‌شوند.

قلوه‌سنگ به دلیل سطح صاف و صیقلی که دارد، برای استفاده در محوطه‌های سبز و فضاهای باز بسیار مناسب است. این سنگ‌ها می‌توانند به عنوان پوشش زمین، مسیرها، محوطه‌های پارک و باغ، فضاهای اطراف استخر و آبنما، محوطه‌های پله و مراکز تفریحی و … استفاده شوند.

علاوه بر استفاده در محیط‌های خارجی، قلوه‌سنگ نیز در داخل فضاهای داخلی مانند داخل گلدان‌ها، آکواریوم‌ها، آبنماها و دیگر تزئینات داخلی استفاده می‌شود. این سنگ‌ها به عنوان عنصر تزئینی و زینتی می‌توانند جلوه و جذابیت زیادی به فضاها بدهند و آنها را زیباتر و دلپذیرتر نمایند.

قلوه‌سنگ به عنوان یکی از مصالح پرکاربرد و مورد استفاده در زمینه محوطه سازی و تزئینات داخلی و خارجی، با ویژگی‌های منحصر به فرد خود، جایگاه ویژه‌ای در دنیای معماری و طراحی مناظر دارد و می‌تواند به زیبایی و جذابیت بیشتری به فضاهای مختلف بخشید.

## جدول
| مقیاس فی (φ) | بازه اندازه (متریک) | بازه تقریبی اندازه (اینچ) | نام دانه (طبقه‌بندی ونتورت) | دیگر نام‌ها |
| ------------ | ------------------- | ------------------------- | -------------------------- | ---------- |
| <−۸          | >۲۵۶ میلی‌متر        | >۱۰٫۱ اینچ                | تخته‌سنگ                    |            |
| −۶ تا −۸     | ۶۴–۲۵۶ میلی‌متر      | ۲٫۵–۱۰٫۱ اینچ             | قلوه‌سنگ                    |            |
| −۵ تا −۶     | ۳۲–۶۴ میلی‌متر       | ۱٫۲۶–۲٫۵ اینچ             | شن بسیار درشت              | ریگ        |